# 유인 차량

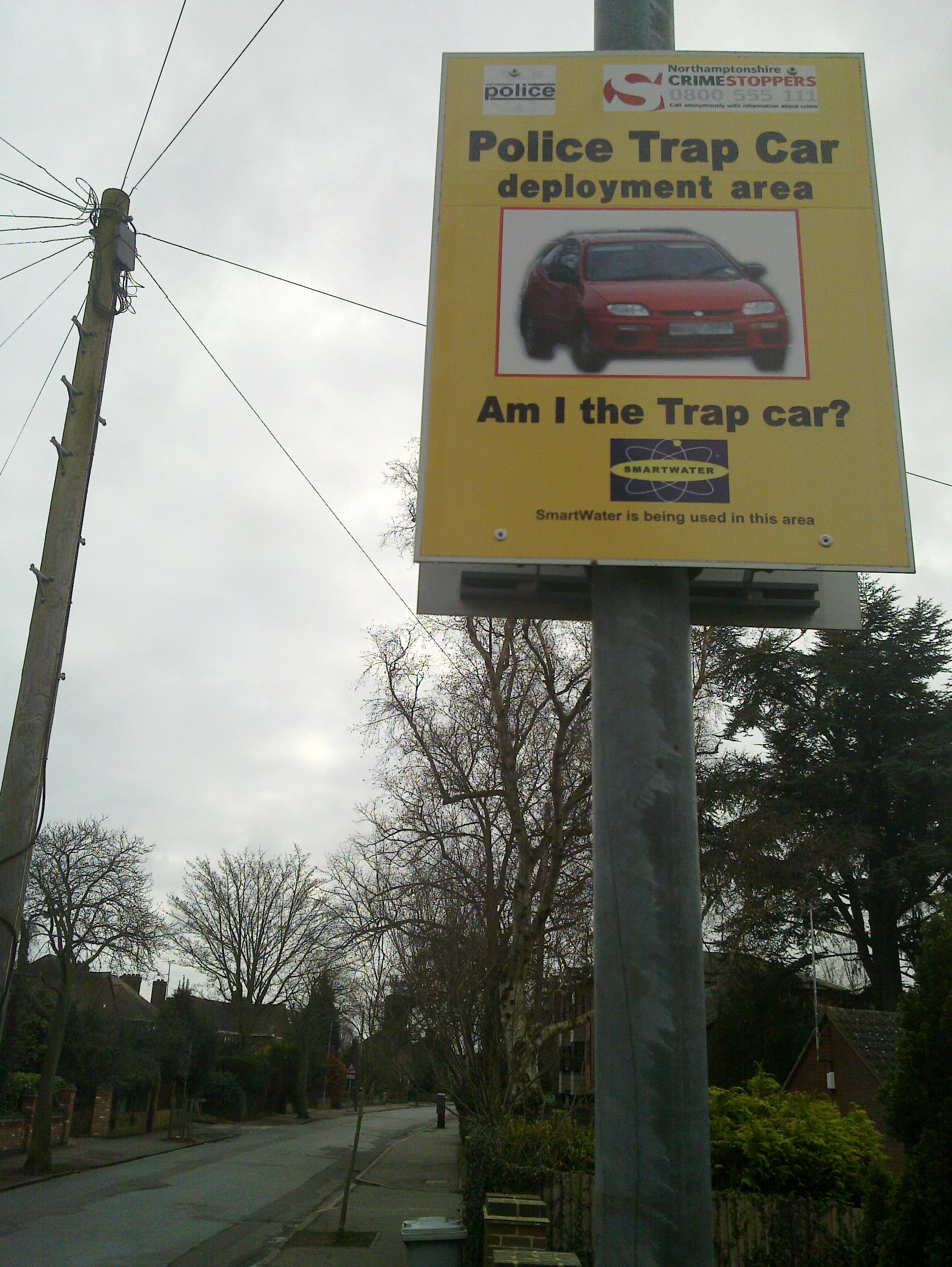
영국에서 경찰 유인 차량 배치 지역을 경고하는 표지판

미끼 차량, 뜨거운 차량, 또는 함정 차량이라고도 불리는 유인 차량은 경찰 기관이 차량 절도범이나 차량에서 물품을 훔치는 도둑을 잡기 위해 사용하는 차량이다. 이 차량들은 오디오/비디오 감시 기술로 개조되며, 원격으로 모니터링하고 제어할 수 있다. 차량 절도범을 잡기 위해 설정된 차량에는 GPS 추적이 포함될 수 있다. 차량에 "킬 스위치"가 설치되어 경찰이 원격으로 엔진을 비활성화하고 모든 문을 잠가 도주를 막을 수 있다. 차량에서 물품을 훔치는 도둑을 잡기 위해 설정된 차량은 시동이 걸리지 않도록 비활성화될 수 있으며, 특별히 준비된 "유인 물품"을 포함할 수 있다.

## 개요
종종 귀중품으로 가득 채워져 주의를 끄는 유인 차량은 일반적으로 차량 절도가 많이 발생하는 지역에 주차된다. 일반적으로 차량은 시동 키를 꽂아 둔 채 잠그지 않은 상태로 두어진다. 차량 절도범을 잡기 위해 설정된 경우, 차량이 도난당하면 경찰관에게 즉시 경고가 전달되고, 차량을 모니터링하며 엔진 비활성화, 문 잠금 또는 경적 울림과 같은 명령을 전송하여 제어할 수 있다. 실시간 오디오 또는 비디오 스트리밍 장치가 설치되어 법 집행 요원이 차량에 몇 명의 용의자가 있는지, 그들이 무엇을 계획하고 있는지, 그리고 무장했는지 여부를 판단할 수 있다. 차량에서 물품을 훔치는 도둑을 잡기 위해 설정된 유인 차량은 중앙 위치에서 비디오로 모니터링될 수 있다. 공구 키트나 더플백과 같은 유인 물품 또한 추적 및 모니터링될 수 있도록 설정된다.
유인 차량은 경찰에 알려지지 않은 범죄자들을 드러내도록 유인하는 스팅 작전의 한 형태인 미인계의 일부로 사용될 수 있다. 알려지거나 의심되는 범죄자를 표적으로 하는 스팅 작전과 달리, 미인계는 알려지지 않은 범죄자들을 유인하기 위한 일반적인 미끼를 설정한다. 유인 차량은 단지 범죄자들에게 차량을 훔칠 기회를 제공할 뿐이므로 함정수사로 간주되지 않는다. 함정수사는 법 집행 기관이 사람이 저지르지 않았을 범죄를 저지르도록 설득하거나 조장하는 것을 의미한다.

## 국가별

### 오스트레일리아
퍼스 (웨스턴오스트레일리아주) 경찰은 2015년부터 유인 차량을 사용하기 시작했다.

### 캐나다
북아메리카에서 가장 큰 유인 차량 보유량을 가진 미니애폴리스 모델은 서리에 본부를 둔 통합 시립 주립 자동차 범죄팀(IMPACT)이 운영하고 있다. 서리는 2002년 왕립 캐나다 기마경찰에 의해 "북아메리카 자동차 절도 수도"로 지정되었다. 그들의 유인 차량 프로그램은 밴쿠버 경찰에 의해 2002년에 시작되었으며, 그 이후로 자동차 절도가 55% 감소하는 데 기여했다.

### 뉴질랜드
2014년 기준, 오클랜드 경찰은 유인 차량 사용을 "고려"하고 있었다.

### 영국
2002년, 미니애폴리스 모델에서 영감을 받아 에식스주에서 유인 차량 프로그램이 시작되었다.

### 미국
2010년, 미네소타주 차량 범죄 방지 협회는 당시 12년째 운영되던 미니애폴리스 경찰의 유인 차량 프로그램에 상을 수여했다.

## 대중 매체에서
유인 차량(및 이들이 사용되는 스팅 작전)은 COPS, 세계에서 가장 거친 경찰 비디오, 잭드: 자동차 절도 특수팀을 포함한 수많은 다큐멘터리 및 리얼리티 텔레비전 프로그램에 등장했다. 이들은 또한 TruTV 텔레비전 시리즈 유인 차량의 유일한 초점이었다.